# ナンゴクハマウド

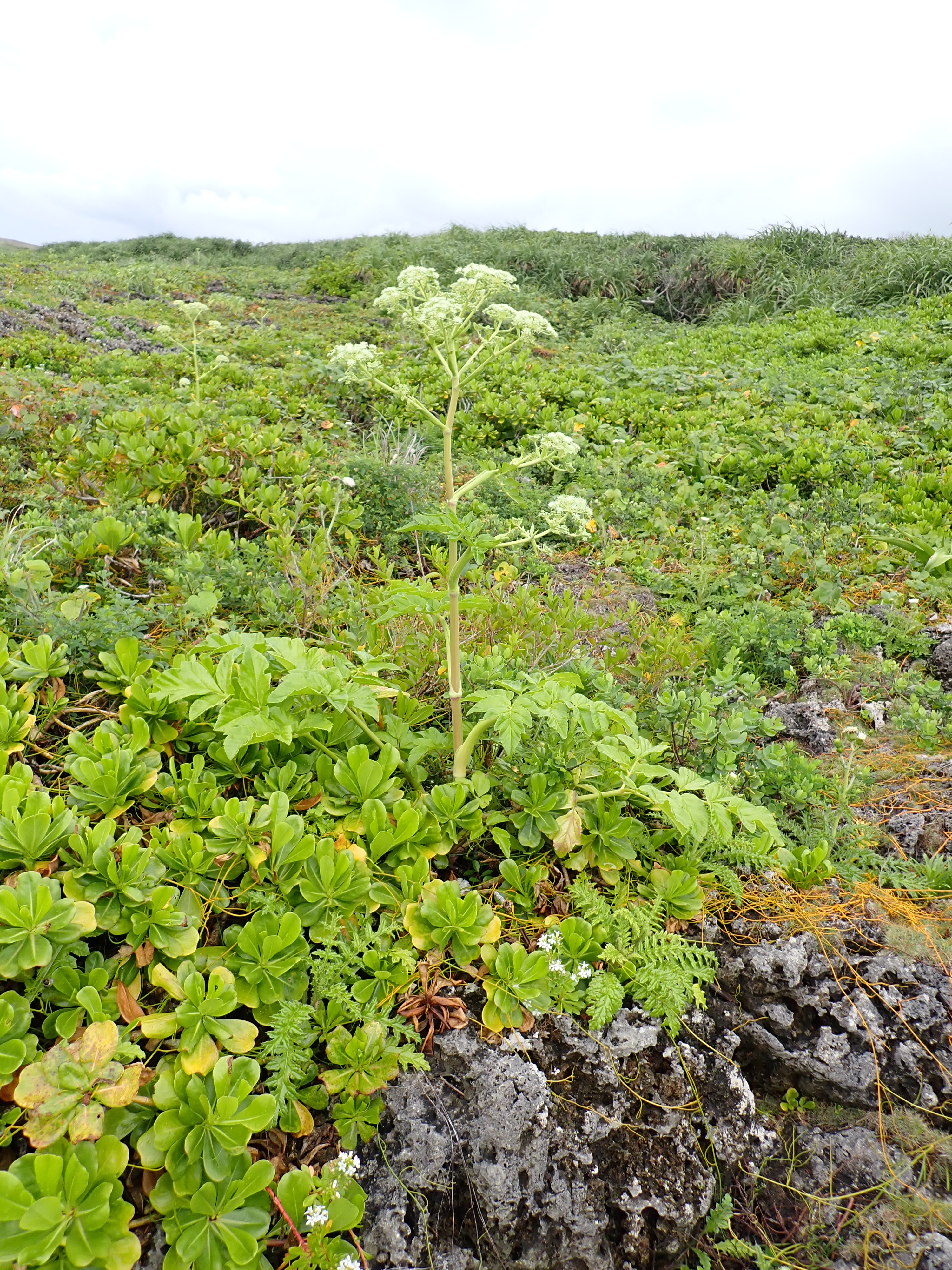
ナンゴクハマウド（2025年3月 沖縄県糸満市）

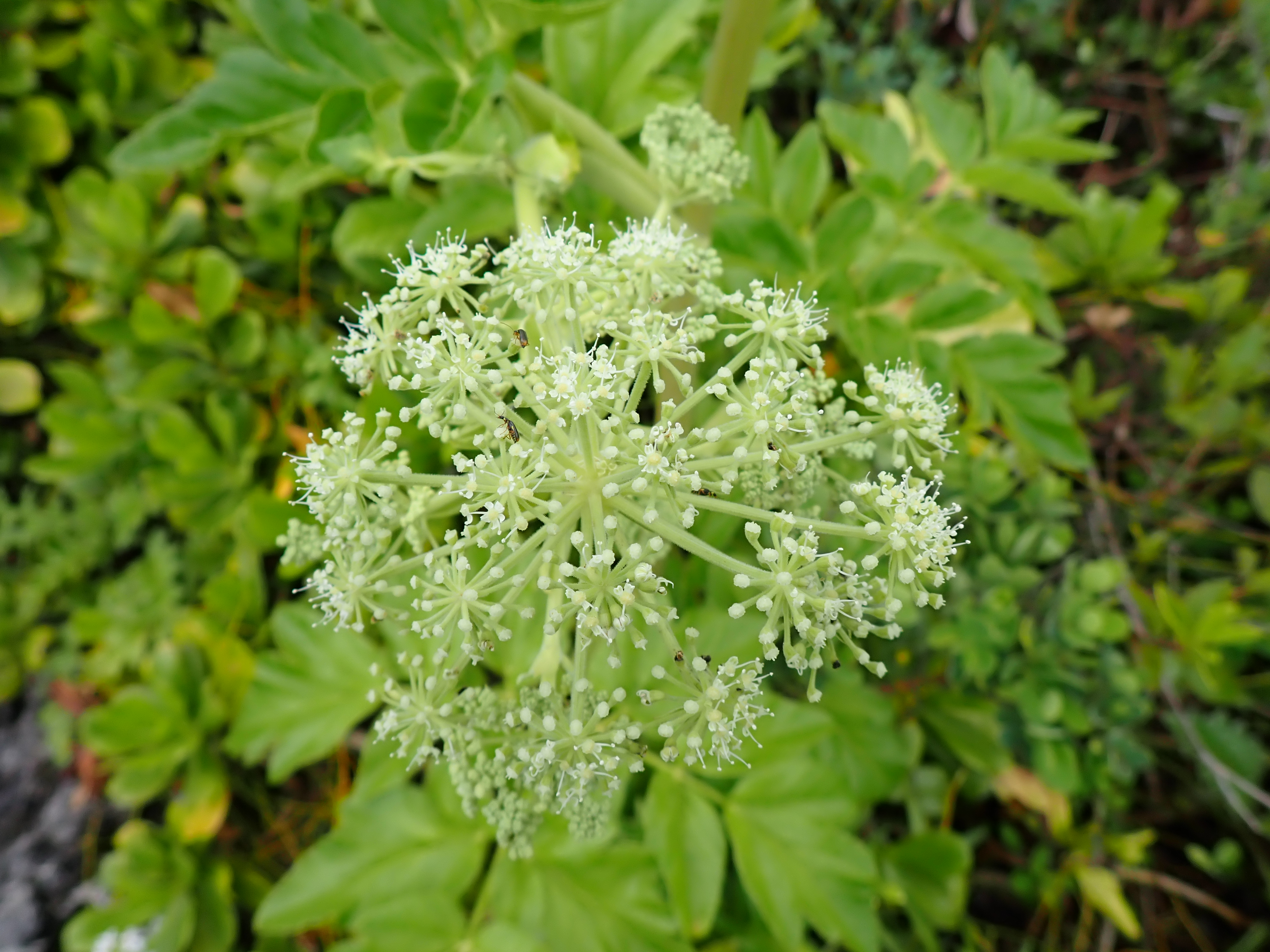
複散形花序（2025年3月 沖縄県糸満市）

ナンゴクハマウド（南国浜独活、学名：Angelica hirsutiflora）はセリ科シシウド属の大型の多年生草本。
かつてはハマウドA. japonicaと同種またはハマウドの変種A. japonica var. hirsutifloraと扱われたため、図鑑等において学名をそのように記されることがある。本項ではYList及び最近の図鑑等に従い、独立種として扱う。

## 特徴
高さ0.5–2 m。葉はセロリに似た形状の1–2回3出羽状複葉。小葉は大きめで、長さ2–5 cm、幅1–3 cm、やや多肉質の広卵状三角形で鋸歯縁だが、ハマウドに比べて鋸歯の先は鈍い。複葉長は50–100 cm。花期は晩春から初夏。大型の複散形花序を頂生し、個々の花は径2 mmほどで白色。花柄に毛を密生させる。果実は茶色の広楕円形で長さ7 mmで、翼は広くやや厚みがある。

## 分布と生育環境
沖縄～台湾。海岸近くの岩場、砂地、原野に多い。

## 近縁種
ハマウドは小葉が比較的小さく、縁辺の鋸歯が鋭く、果実の翼は同様に広いが薄い点で区別される。
また、小笠原諸島には本種とよく似たムニンハマウドA. boninensisが分布する。鋸歯が鈍形である点はナンゴクハマウドと同様だが、花柄がほぼ無毛である点でナンゴクハマウドと異なる。

## 利用
薬用。